# حصار أكادير
يُشير مُصطلح حصار أكادير إلى افتتاح السعديين للمدينة في المغرب وتحريرها من الاحتلال البرتغالي عام 1541.

## خلفية

### دور التأسيس والتجارة
كانت أكادير قاعدةٌ برتُغالية مُنذ 1505. قبل ذلك، قام الحاكم الإسباني لجزر الكناري ببعض المُحاولات الفاشلة للاستيلاء عليها في عامي 1500 و1504. بُنيَ أول حصن برتغالي بشكل خاص في عام 1505 من قبل مُواطن برتغالي، وقد استحوذ عليه ملك البرتغال رسميًا في عام 1513، وقام أيضًا بتوسيعه ووصفه بـ Santa Cruz do Cabo de Gue.
كانت أكادير قاعدة مُهمة، حيثُ كانت بعيدة بما فيه الكفاية جنوبًا للاتصال بتجارة جنوب الصحراء الكبرى، حيث تتعامل بشكل رئيسي مع الذهب والعبيد. كان دورها مهمًا جدًا لدرجة أن السعدانيين الجنوبيين تحت الأعرج امتنعوا في البداية عن مُهاجمة المدينة بين 1513 و1525، حتى الاستيلاء على مراكش، وبدلًا من ذلك هاجموا مدينتي آسفي وأزمور.

## الحصار

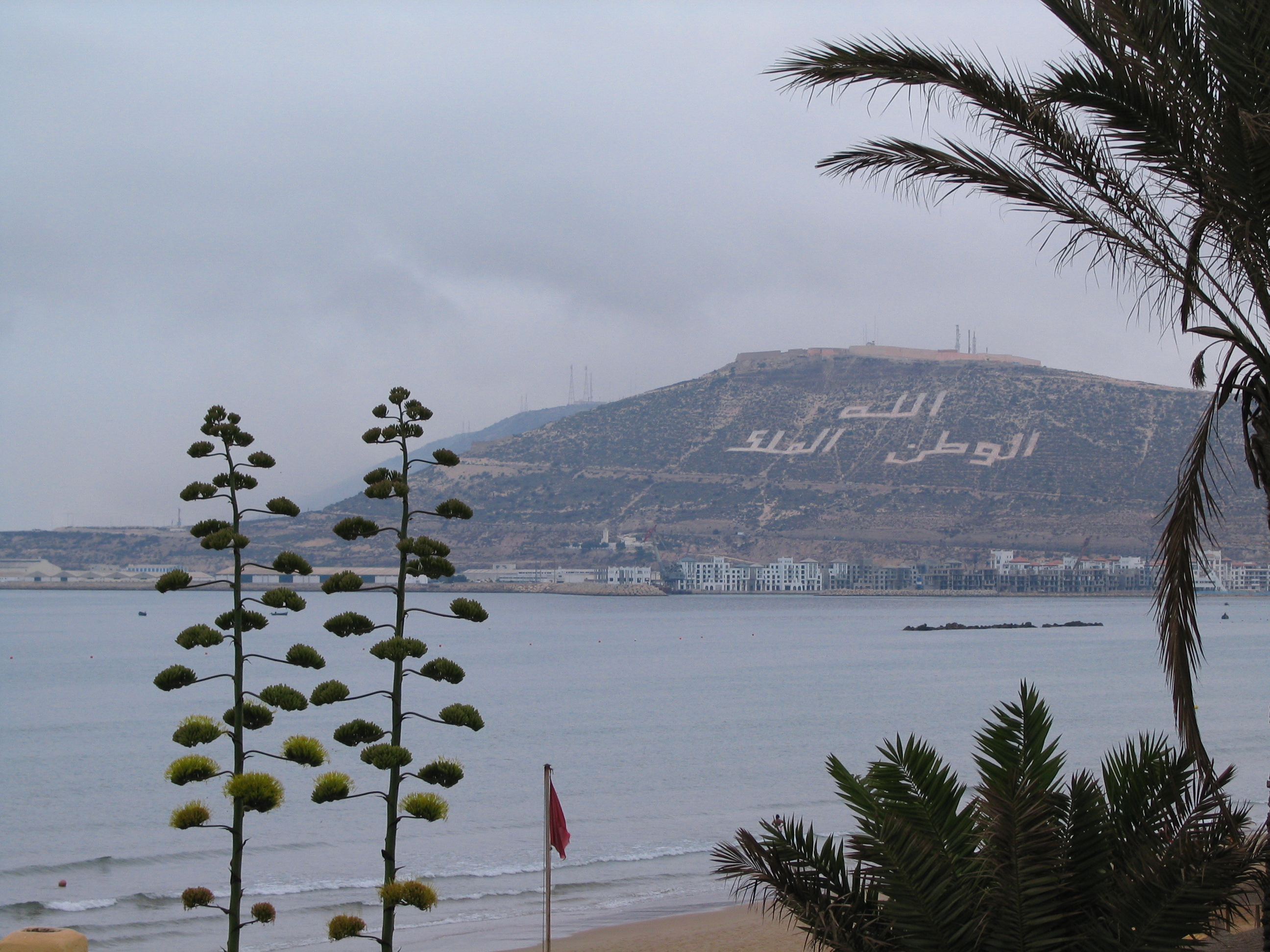
بنى محمد الشيخ قصبة أكادير على قمة التل الذي يُسيطر على المدينة.

وقد غَزى الزعيم السعدي محمد الشيخ مدينة أكادير، وكان قادرًا على شن الحملة حيثُ وَقَّع السلام مع شمال الوطاسيين، من خلال مُعاهَدَة تادلة علم 1527.
قام أولاً ببناء قصبة فوق تلة لمُراقبة المدينة وتوجيه قواته بكفاءة أكبر. لا تَزال القصبة مرئية حتى يومنا هذا، وتقع على بعد حوالي 7 كيلومترات من وسط المدينة.
ثم فَرضَ حصارًا دام 6 أشهر، حتى اضطر حاكم البرتغال في أكادير إلى الاستسلام. استخدم المدفعية الغربية، التي حصل عليها من التجار الأوروبيين.
كانت المدينة تُدَار بشكل سيء مِن قبل البرتغاليين. كانت التعزيزات متفرقة للغاية. عند نقطة واحدة انفجر برميل من المسحوق مما فتحَ فجوةً في دفاعات المدينة. كما فقد البرتغاليون الدعم المحلي بعد اغتيال حلفائهم يحيى توفيق من آسفي عام 1518، ومالك بن معوض من أغادير عام 1521.

## ما بعد الحصار

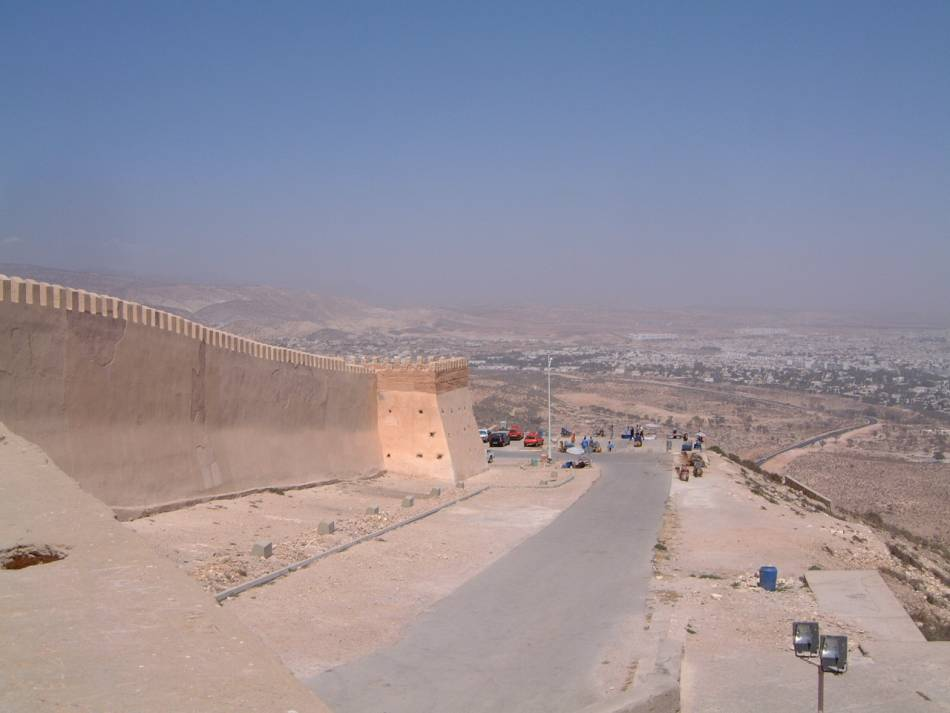
أسوار قصبة أكادير.

بعد الاستيلاء على المدينة عزَّز محمد الشيخ دفاعاته. وأعقب الاستيلاء على المدينة إزالة الوجود البرتغالي في مُعظم المغرب. أُخليَ مينائي آسفي وأزمور من قبل البرتغاليين في أكتوبر 1541. كما أُخليَ القصر الكبير وأصيلة عام 1550، بعد أن استولى السعديون على فاس، عاصمة واتاسيد المغرب، عام 1549. بقي سبتة وطنجة ومازاغان في أيدي البرتغاليين. وقد عزز هذا إلى حدٍ كبير المكانة الشخصية لمحمد الشيخ، وفتح الطريق أمام غزوه للعرش المغربي.
تحت حكم البرتغاليين، كانت أغادير مركزًا تجاريًا مهمًا بين أوروبا والمغرب، خاصة لمنتجات سوس. واصلت أغادير في وقت لاحق تطويرها قاعدة تجارية مع أوروبا، حيث تلقت القماش والقمح الأوروبيين مقابل الذهب وقصب السكر. في نهاية القرن السابع عشر، سقط الميناء تحت حكم قادة تازروالت، الذين كانوا يُعارضون العلويين. عندما اكتسب العلويون التفوق في القرن الثامن عشر، أغلقوا ميناء أغادير، لصالح ميناء الصويرة شمالًا.